# Piesza Pielgrzymka Diecezji Toruńskiej na Jasną Górę
Piesza Pielgrzymka Diecezji Toruńskiej na Jasną Górę – piesza pielgrzymka na Jasną Górę z miast z diecezji toruńskiej, która pielgrzymuje z Torunia do Częstochowy od 1979 roku.
Pierwsza piesza pielgrzymka z Torunia do Częstochowy (Pomorska Pielgrzymka Piesza na Jasną Górę) wyruszyła 5 sierpnia 1979 roku. Jej organizatorem i kierownikiem był ks. Stanisław Kardasz, proboszcz parafii Matki Bożej Zwycięskiej w Toruniu, zaś pierwszym ojcem duchowym był ks. Stanisława Grunta. Ks. Stanisław Kardasz był kierownikiem Pielgrzymki w latach 1979–1986 oraz 1990–1993. W 1986 roku zrezygnował z organizacji pielgrzymek ze względu na prześladowania ze strony Służby Bezpieczeństwa. W 2018 roku kierownikiem Pielgrzymki został ks. kan. Wojciech Miszewski, który zastąpił ks. Łukasza Skarżyńskiego.